# Open Database Connectivity
Open Database Connectivity (ODBC) és un estàndard d'accés a bases de dades desenvolupat per Microsoft amb l'objectiu que aquest permeti l'accés a qualsevol dada des de qualsevol aplicació sense que importi quin és el sistema gestor de bases de dades (DBMS per les seves sigles en anglès). Aquesta fita l'assoleix gràcies al fet que ODBC introdueix una capa de programari entre el DBMS i l'aplicació que reclama accés a les dades destinada a traduir les consultes de l'aplicació al DBMS de forma que aquest últim pugui tractar-les. La versió 2.0 de l'estàndard ODBC suporta SQL.